# Árujelzők
Az árujelzők az azonos, illetve hasonló árucikkek (termékek és/vagy szolgáltatások) egymástól való megkülönböztetésére szolgáló elnevezések, megjelölések, jelek gyűjtőneve. A szellemi tulajdon tárgyai. (A szellemi alkotásokkal szemben nem is minden iparjogvédelmi oltalmi forma tekinthető "alkotásnak": "az árujelzők esetében nem az oltalom tárgyainak alkotásjellege, hanem a megjelölés és az általa jelölt termék vagy szolgáltatás "forrása" (előállítója, forgalmazója, származási helye) közötti kapcsolat, azaz az eredetjelző funkció és az ehhez kapcsolódó többlettartalom" indokolja a jogi oltalmat. Az árujelzők jogi oltalmát elsősorban az iparjogvédelem biztosítja és szabályozza a használatukra vonatkozó kizárólagos vagy nem kizárólagos jogokat.

## Fontosabb árujelzők
- a védjegy (beleértve az együttes védjegyet és a tanúsító védjegyet.
- a kereskedelmi név
- földrajzi árujelzők
  - földrajzi jelzés
  - eredetmegjelölés

## Az árujelzők megjelenési formái
Az árujelzők lehetnek:
- szó
- szóösszetétel
- ábra
- kép
- alfanumerikus jelcsoport
- szín,
- színösszetétel,
- sík- vagy térbeli alakzat
- hang- vagy fényjel
- hologram
- egyéb jel
- mindezek bármiféle kombinációja.